# Rhene khulnaensis
Espèce
Rhene khulnaensis est une espèce d'araignées aranéomorphes de la famille des Salticidae.

## Distribution
Cette espèce est endémique du Bangladesh. Elle se rencontre dans le district de Khulna.

## Description
Le mâle holotype mesure 4,50 mm

## Systématique et taxinomie
Cette espèce a été décrite en 2023 par l'arachnologue indien Vivekanand Biswas (d).

## Étymologie
Son nom d'espèce, composé de khulna et du suffixe latin -ensis, « qui vit dans, qui habite », lui a été donné en référence au lieu de sa découverte, le district de Khulna.

## Publication originale
- (en) V. Biswas, « A new species of jumping spider genus Rhene Thorell, 1869 (Araneae: Salticidae) from Bangladesh », Journal of Biodiversity Conservation and Bioresource Management, Bangladesh, vol. 9, no 1,‎ 2023, p. 119-122 (ISSN 2412-2416, lire en ligne, consulté le 14 août 2023).